# Famille Sassoon
Cette page explique l’histoire ou répertorie les différents membres de la famille Sassoon.
La famille Sassoon est une grande famille juive irakienne originaire de Bagdad.
À partir du XVIIIe siècle, les Sassoon sont une des plus grandes fortunes de la planète, avec un empire économique couvrant la quasi-totalité du continent asiatique.  
Ils s'installent plus tard à Bombay, en Inde, puis migrent en Chine, en Angleterre et dans d'autres pays. 
Ils ont été actifs dans la finance et le commerce international de l'opium. En raison de leur extraordinaire richesse, on les a surnommés les « Rothschild d'Orient ». 
Un de leurs descendants, Joseph Sassoon, de l'Université d'Oxford, raconte leur histoire dans un ouvrage paru en 2022 : The Sassoons: The Great Global Merchants and the Making of an Empire.

## Membres notables

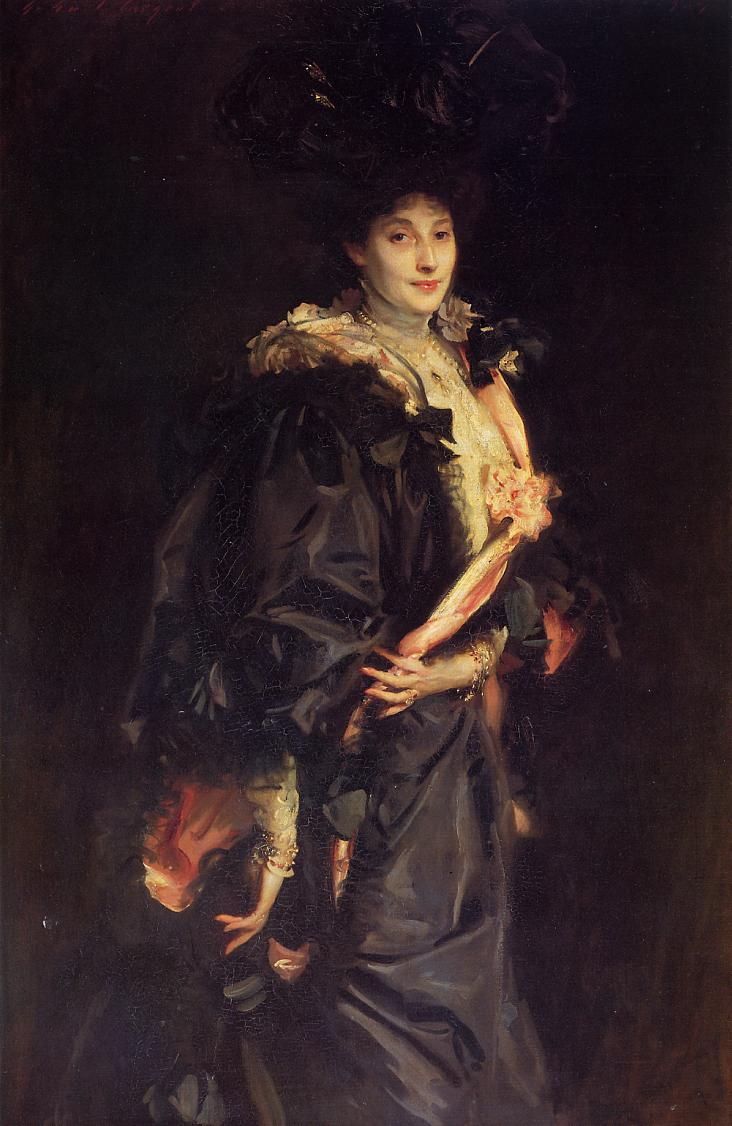
Portrait de Lady Sassoon, née Aline Caroline de Rothschild, par John Singer Sargent, 1897.

- David Sassoon (1792–1864), homme d'affaires indo-britannique ;
- Albert Sassoon (1818–1896), homme d'affaires et philanthrope indo-britannique, fils du précédent ;
- Sassoon David Sassoon (en) (1832–1867), homme d'affaires, banquier et philanthrope britannique, frère du précédent ;
- Reuben David Sassoon (1835–1905), homme d'affaires britannique, frère du précédent ;
- Arthur Sassoon (1840–1912), banquier britannique, frère du précédent ;
- Rachel Beer (1858-1927), journaliste et rédactrice en chef ;
- Siegfried Sassoon (1886–1967), poète et écrivain britannique.

## Sources
- (en) Cet article est partiellement ou en totalité issu de l’article de Wikipédia en anglais intitulé « Sassoon family » (voir la liste des auteurs).